# Istituto oceanografico di Nha Trang
L'Istituto oceanografico di Nha Trang è un istituto oceanografico situato a circa 6 chilometri dal centro della città costiera di Nha Trang in Vietnam. Istituito nel 1923, è stato uno dei primi centri di ricerca scientifica in Vietnam ed è un luogo importante per la ricerca oceanografica tropicale. A partire dalla sua fondazione il centro ha pubblicato circa 1.100 studi scientifici dei quali il 62,6% riguarda la biodiversità marina, l'11,6% la fisica marina, il 7,6% l'ecologia e l'ambiente, il 5,4% la geologia marina e il 4,4% la chimica e la biochimica marine.
Il museo degli animali marini si trova nelle vicinanze della struttura ed ospita oltre 20.000 creature marine e d'acqua dolce.